# 侗族舞蹈
侗族是个能歌善舞的民族。侗族舞蹈不像西北游牧民族的舞蹈那样，有其强烈、奔放的快节奏，步幅很大的跳跃，速度很快的旋转，以及难度较高的动颈、拍脚等动作，而是突出表现舞蹈的抒情性、韵律感和群众性特征，以及对日常劳作和自然万物的模拟性内容。更为重要的是，侗族的舞蹈总是要伴之以侗歌，其舞蹈本身并未分离成一个独立的艺术形式，或者可以这样说，侗舞在很大程度上是侗歌的陪衬，是侗歌的形体语言的延伸，是为了更完美地表达歌声的另一种物化方式。如果说，侗戏从本质上讲，是侗歌在舞台表演程式上的展现的话，那么，侗舞也就是通过形体动作来展示其艺术表现力的侗歌。在这里，侗歌既可视作侗族艺术的主体，又可看成是侗族艺术的源头。

## 多耶
“耶”是侗歌的一种，所谓“多耶”就是在合唱“耶”时的集体舞蹈。这种边唱边跳的歌舞形式，主要流行于侗族南部方言地区，如贵州的黎平、从江、榕江及广西的三江和湖南的通道等地。每年正月，全寨男女都要身着盛装，集合于鼓楼坪上或“萨岁”坛前，手牵手或只手搭肩，围成圆圈，跳起整齐而有节奏的步伐，边舞边唱，边甩手作拍。“多耶”无乐器伴奏，以歌声曲调来统一舞步，变换队形。
在贵州椿江的开尧、归教、归利及黎平的流黄、高进等地，还盛行着一种叫做“龙蜕皮”（侗语叫“龙喘”)的“多耶”舞。它与一般“多耶”不同的是，人们并不围成个圆圈，而是青年男女们分别列成两个纵队，旋绕成螺丝圈，先由外向里绕，再由内向外盘旋，其步伐也是依歌声而发生变化。这种舞蹈多表演于“萨岁”坛前，实际上是一种祭祀舞蹈。

## 芦笙舞
“芦笙舞”，侗语称之为“多伦”，“伦”即芦笙，“多”有吹、唱、动、跳等多种含义。娱乐性芦笙舞以“伦依”、“伦周”、“伦堂”、“伦哈”为主要内容。“伦依”是芦笙头的独吹独跳。“伦周”是在芦笙头跳完一段或两段时，突然加进二三人合跳，从而成了既有独舞，又有双人舞、三人舞、四人舞的小型套舞。侗语中的“周”是“双”的意思，所谓“伦周”就是泛指由独舞变成双人以上的舞蹈。“伦堂”是围成大圆圈跳的舞蹈，参加的人很多，少则数十人，多则一二百人，往往是倾寨而动。如果有外寨人参加，那就是一寨一堂，也有的大寨分成两堂的。有的地区男女合跳，有的地区实行男女分跳，男在内圈跳，女在外圈掌灯照明。“伦堂”舞曲较为繁复，有十二支之多，每三支曲为一组，共四组。
“伦堂”舞曲较为繁复，有十二五之多，每三支曲为一组，共四组。曲调有“集合曲”、“启程曲”、“借路曲”、“通知曲”、“团结曲”、“引路曲”、“入堂曲”、“开堂曲”、“转身曲”、“画眉曲”等等。按规定，奏第一曲时要求舞蹈动作稳健扎实，优美洒脱；第二曲时要稍加蹲转和跳跃；到第三曲，应有较大幅度地跺地、蹲摆、跳跃、旋转等动作。整个舞蹈节奏和动作随着乐曲逐组发生变化，队形也分合交替，穿插进出，呈现出一派欢乐热烈约气氛。“伦哈”共有九支舞曲，三支为一组，是为三组。
“伦哈”是芦笙舞中的大型男性集体舞，要有两个芦笙队对赛。在侗语中，“哈”是比赛的意思。比赛的程序为合赛、分队赛、决赛等(各三支曲子)。参赛的芦笙舞选手要想取得胜利，除了应掌握好基本的传统动作外，还应有临场发挥的技巧，善于以舞蹈形式模拟各种动物动作和表现日常生活的各种活动。在这些动作中，有鱼跃、采花、斗鸡、赶虎、猫旋柱、鹰翔、拌草、滚车、盘龙等。这些动作有些是师传，有些则是靠自己创造。
表演性芦笙舞主要是由“伦唠的”(即“祭把祖舞”)、“伦披他”(即“翻身组舞”)、“伦定”(以腿部动作为主的舞蹈)、“伦伯”(以上身动作为主的舞蹈)所组成。“伦唠的”是一种男性大型组舞，参加者有身着彩衣的青少年，他们手持芦笙，边吹边舞；有披蓬毯、持长矛的青壮年汉子，他们的舞带有一些战斗动作；有披蓬毯、摇环铃的中老年人，他们持珠帘和羽毛伞，缓缓向前，舞步轻摇，显得格外老成持重。各部分相对独立，但又是一个整体，在舞曲的伴奏下，此起被落，纵横交错，进出穿插，疏密有致，配合十分默契。这套组舞分“前导曲”、  “进堂曲”、“踩堂曲”、“道贺曲”等，动作复杂，节奏明快，难度较高，场面变化较大，参加者没有经过专门训练是很难胜任的。
“伦披他”属表演性芦笙舞中的中小型集体舞，以翻身、旋转动作为主，其中较常见的有“翻身舞”、“滚车舞”、“赶猎舞”等。“伦定”和“伦伯”是表演性芦经舞中的单项舞蹈，技巧性动作较多，对演员的形体、韵律感以及造型能力要求较高，常见的动作有“欢乐舞”、“鱼上滩”、“鹰盘寨”、“山风凰”等。这些舞蹈动作都是由老艺人经过言传身教、精心培训而成的少年“芦笙头”来表演的，技巧娴熟者才能上场。

## 款会舞蹈
“款会”是侗族社会生活中的一件大事，是表现民族向心力和凝聚力的一种重要形式，为达此目的，各种仪式如祭场、宣读款词、盟誓、军事检阅等是必不可少的，不如此即不足以体现它的神圣性。在“款会”的全过程中，分别穿插各种舞蹈，既可调节气氛，又能使如此庄严活动增加几分美的感受。此类舞蹈自成体系，多为竞技性很高、力度很强、气氛激烈的“武舞”，其演出者均为男子。常见的舞蹈有“出征舞”、“凯旋舞”、“盾舞”、“长短刀舞”等，还有对抗性较强的“响又响鞭”、“矛枪铁尺”，几近于武术表演。参舞者都经过严格挑选和训练，他们年轻力壮，身怀绝技，一个个英姿讽爽、威风昭凛，身上或披战袍，或赤膊裸身抹油着彩，在场地上不停腾挪跳跃，挥舞兵器，在一阵阵“杀!杀!”的喊叫声和人群中展现身手。此类舞蹈反映了侗族人不畏强暴的性格。

## 坡会舞蹈
坡会舞蹈是指侗族青年男女在坡会上跳的抒情舞蹈。侗乡的坡会，往往是侗家青年男女社交与恋爱的场所，他们聚在一起共跳具有强烈表达情爱意愿的坡会舞，其目的自然是为了物色对象，表露情愫，加深了解。这类舞蹈有“妹跺脚”、“甩头帕”等，大都动作细腻，步伐轻盈，舞姿优美，体态风韵，情意绵绵，着意于表现青年人对美好生活的向往相对意中人的眷恋。

## 舞龙舞狮
此类舞蹈受汉族影响而产生，但也发展出“二龙抢宝”、“火龙游走”等形式。